# Slavia (casa editrice)
La Slavia è stata una casa editrice italiana, con sede a Torino, attiva negli anni venti e trenta.
Fondata da Alfredo Polledro con la moglie Rachele Gutman nel gennaio 1926 in via Pietro Micca 22 (presso la Libreria Editrice Petrini), la casa editrice si occupò esclusivamente di letteratura russa e slava, curando le prime edizioni italiane di molte opere di Fëdor Dostoevskij, Aleksandr Sergeevič Puškin e Lev Tolstoj, tra gli altri. Fu la prima casa editrice che pubblicò traduzioni di autori russi che fossero state prese dall'originale in lingua russa e non da una precedente traduzione in francese.
Tra le sue collane vi erano Il genio russo (57 titoli) e Il genio slavo (28 titoli); alla Slavia collaborarono Leone Ginzburg, Giovanni Faccioli, Ettore Lo Gatto, Ada Gobetti e Wolfango Giusti. La Slavia cessò le sue attività nel 1934 (secondo altre fonti nel 1935 o nel 1938).